# Lukas Klitten
Lukas Klitten (* 1. Mai 2000) ist ein dänischer Fußballspieler. Er ist bei Aalborg BK aktiv. Auch ist Klitten, der auf der Position des linken Außenverteidigers spielt, dänischer Nachwuchsnationalspieler.

## Karriere

### Verein
Lukas Klitten, dessen Zwillingsbruder Oliver ebenfalls ein Fußballer ist, entstammt der Fußballschule von Aalborg BK und gehörte im April 2018 im Erstligaspiel gegen den FC Kopenhagen erstmals zum Spieltagskader der Profimannschaft. Bereits zuvor war er erstmals für die Profielf in einem Pflichtspiel zum Einsatz gekommen, als er im Alter von 17 Jahren am 20. September 2017 beim 2:0-Auswärtssieg in der dritten Runde des dänischen Pokalwettbewerbs gegen den Drittligisten Middelfart Boldklub in der 88. Minute für Kristoffer Pallesen eingewechselt wurde. In der Folgezeit kam Klitten weiterhin für die A-Jugend zum Einsatz, lief aber auch für die Reservemannschaft auf, ehe am 22. April 2019 im Alter von 18 Jahren sein Debüt in der Superligæn folgte, als er beim 2:0-Auswärtssieg gegen Randers FC in der Abstiegsrunde in der Startformation stand und dabei in der 2. Minute das Tor von Tom van Weert vorbereitete. Bis zum Saisonende kam er zwei weitere Male für die Profis zum Einsatz. Im Juli 2019 brach sich Lukas Klitten die Wade über dem Knöchel und fiel somit eine längere Zeit aus. Ab dem 25. Spieltag der regulären Saison der Superligæn-Saison 2019/20 kam er regelmäßig zum Einsatz und spielte in 10 der verbleibenden 12 Partien. Pendelte Klitten in der Folgesaison noch zwischen Reservemannschaft und den Profis, ist er mittlerweile (13. März 2021) fester Bestandteil des Profikaders und wird hauptsächlich auf der linken Außenverteidigerposition eingesetzt, wobei er auch als linker Außenstürmer spielen kann.

### Nationalmannschaft
Lukas Klitten spielte im Jahr 2017 in 3 Partien für die dänische U17-Nationalmannschaft. Danach lief er von 2017 bis 2018 in 7 Länderspielen für Dänemarks U18-Nationalelf auf. Parallel zu seiner Zeit bei den U18-Junioren debütierte Klitten auch für die U19-Nationalmannschaft der Skandinavier und spielte dabei in 19 Partien, davon waren 6 in EM-Qualifikationsspielen. Gegenwärtig ist er U21-Nationalspieler von Dänemark, für diese Altersklasse debütierte er am 12. Januar 2020 beim 3:1-Sieg in einem Freundschaftsspiel außerhalb des Länderspielfensters im türkischen Belek gegen die Slowakei.